# Pseudambasia rossii
Pseudambasia rossii is een vlokreeftensoort uit de familie van de Lysianassidae. De wetenschappelijke naam van de soort is voor het eerst geldig gepubliceerd in 1927 door Stephensen.